# Leo Minor
Leo Minor (LMi), o Leão Menor, é uma constelação do hemisfério celestial norte. O genitivo, usado para formar nomes de estrelas, é Leonis Minoris.
As constelações vizinhas, conforme a padronização atual, são a Ursa Maior, a Lince e o Leão.